# Lluïsa Xifré Morros
Lluïsa Xifré Morros (Barcelona, 11 de juliol de 1893 - Abrera, 19 de febrer de 1939) fou una militant antifeixista que morí afusellada durant la Guerra Civil espanyola.

## Biografia
Era filla de Teresa Morros i Baldomero Xifré, ebenista, dedicat a la construcció de billars i proveïdor de la casa reial.
Després de casar-se amb Ramon Bagué, es traslladà a viure a Olesa de Montserrat l’any 1918, on van néixer els seus primers fills. En quedar viuda es va casar amb Joan Castells, que tenia també tres fills. I encara en va tenir dos més, fins a constituir una família de vuit germans. La Lluïsa Xifré es dedicava a cosir, brodar i a fer de llevadora, per guanyar-se la vida.

## Compromís polític i afusellament
Militant activa del PSUC des del moment de la seva creació, al 1936, des del principi formà part de la direcció local del partit. Davant de l’amenaça que comportà per als drets socials i democràtics el cop d’estat de 1936, es comprometé fortament amb la lluita antifeixista i la defensa de la República.
El 25 de gener entraren les tropes franquistes a Olesa, es feren càrrec del govern municipal i s'estengué la repressió, amb les primeres detencions. Una trentena de persones denunciades pels seus veïns, entre les quals Lluïsa Xifré, quedaren empresonades al local del Círcol. Després d’un simulacre de judici que es conegué després com a ‘judici de les vídues', fet a mig febrer, unes 20 persones van ser traslladades a les cotxeres de l’Hotel Gori, condemnades a mort. Al 19 de febrer de 1939 van ser traslladades al cementiri d’Abrera, on van ser assassinades.
Sembla que Lluïsa Xifré Morros va ser afusellada sense judici previ. Segons que va explicar la seva família, havia estat denunciada per col·laborar amb els milicians com a cosidora.

## Reconeixement i memòria
Cada any per Tots Sants, les poblacions d'Abrera i Olesa de Montserrat homenatgen en un acte al Cementiri Vell d’Abrera els veïns i veïnes afusellats el 19 de febrer de 1939. Una làpida els recorda.
L’any 2022 la vila d’Olesa decidí, per votació popular, donar el nom de Lluïsa Xifré a un dels carrers de la població, a la zona de Cal Candi.